# Sihong
Sihong, ook Siong, is een dialect van het Ma'anjan. Het wordt gesproken in de Zuidoost-Aziatische eilandenstaat Indonesië.

## Classificatie
- Austronesische talen
  - Malayo-Polynesische talen
    - Baritotalen
      - Oost-talen
        - Centraal-Zuid-talen
          - Zuid-talen
            - Ma'anjan
              - Sihong

Dusun-Balangaans · Samihim · Sihong